# Harádzs
A harádzs („harács”) a legfontosabb állami adó volt a török hódoltságban Magyarországon. A 16. század közepétől arra a rájára vetették ki, aki 300 akcse értékű ingósággal (állattal, terménnyel, berendezéssel) rendelkezett, s ez után 50 akcse (= 1 forint) harádzsot kellett fizetnie. Ez pontosan megfelelt a magyar királyi hadiadó korabeli terhének, azaz a török alkalmazkodott a meghódítottak szokásaihoz. 1578-tól már minden családfő harádzsot fizetett, vagyontól függetlenül.